# Baby Don't Cry
«Baby Don't Cry» (en hangul, 인어의 눈물; en hanja, 人鱼的眼泪) Es una canción del grupo surcoreano EXO, interpretada por los subgrupos EXO-K en coreano y EXO-M en mandarín. La canción está incluida en el álbum de estudio XOXO, lanzado el 3 de junio de 2013 por SM Entertainment.

## Producción y lanzamiento
La producción de «Baby, Don't Cry» estuvo a cargo de Kim Tae-sung, Im Kwang-wook, Andrew Choi, Ophelia y Kalle Engstrom. El instrumental se utilizó en un vídeo teaser de EXO, publicado el 28 de febrero de 2012, con una coreografía realizada por el integrante Kai.
La versión coreana de «Baby, Don't Cry» se incluyó como la segunda canción del álbum XOXO, lanzado el 3 de junio de 2013. La letra de esta versión fue escrita por Cho Yoon-kyung, mientras que la versión en mandarín fue escrita por Wang Yajun Shi.

## Promoción
En 2013, los miembros de EXO-K, Baekhyun, Suho, D.O. y Chanyeol cantaron la versión coreana de «Baby, Don't Cry» en vivo en el programa de radio SimSimTaPa el 7 de junio, Cultwo Show! el 11 de julio, y Yoo In-na's Let’s Crank Up the Volume, el 2 de agosto. El 25 de agosto de 2013, EXO-M cantó la versión china en Love Big Concert en China. La versión coreana también se incluyó en el set-list del festival de invierno SM Town Week: «Christmas Wonderland» con f(x), los días 23 y 24 de diciembre en KINTEX en Goyang.

## Desempeño en listas
Después del lanzamiento de «Baby, Don't Cry» apareció en los portales de música, permaneciendo en la posición número dos en Naver, Soribada, Daum, Bugs y Monkey 3 solo por detrás del primer sencillo del álbum, «Wolf».
Versión coreana
| Lista (2013)                 | Mejores posicionamientos |
| ---------------------------- | ------------------------ |
| Gaon Singles Chart           | 31                       |
| Gaon Monthly Singles chart   | 84                       |
| Gaon Local Singles chart     | 31                       |
| Gaon Streaming Singles chart | 95                       |
| Gaon Download Singles chart  | 18                       |
| Gaon Background Music chart  | 20                       |
| Billboard K-Pop Hot 100      | 55                       |

| Lista (2013)                             | Mejores posicionamientos |
| ---------------------------------------- | ------------------------ |
| Baidu Weekly Music Chart                 | 2                        |
| Baidu Monthly Music Chart                | 13                       |
| Gaon International Singles chart         | 25                       |
| Gaon Monthly International Singles chart | 148                      |